# A babysitter (film, 1995)
A babysitter (eredeti cím: The Babysitter) egy 1995-ös amerikai pszichológiai thriller Guy Ferland rendezésében és Alicia Silverstone főszereplésével, Robert Coover azonos című novellája alapján, amely Robert Coover Pricksongs and Descants (1969) című kötetében jelent meg. A filmet 1995 októberében mutatták be közvetlenül videón.

## Cselekmény
|  | Alább a cselekmény részletei következnek! |

Jennifer egy gyönyörű tinédzser, akit felbérelnek, hogy vigyázzon Harry Tucker és felesége, Dolly Tucker gyermekeire, amíg azok részt vesznek egy partin, amelyet barátaik, Bill Holsten és felesége, Bernice Holsten rendeznek. Harry gyakran fantáziál Jenniferről, míg Dolly Bill bókjait a vonzalom jeleként értelmezi félre és fantáziál róla. Eközben Jennifer volt barátja, Jack, akivel a lány szakított, amikor az elkezdte nyomasztani Jennifert a szex miatt, összefut elhidegült bajkeverő barátjával, Markkal, Bill és Bernice fiával, akinek egykor volt egy kis kalandja Jenniferrel, és még mindig táplál érzéseket iránta. Az éjszaka folyamán Harry, Jack és Mark egyre pikánsabb fantáziákat szövögetnek Jenniferről.
Jack felhívja Jennifert, és megkéri, hogy látogassa meg Tuckeréknél, de a lány visszautasítja. Mark később sört lop Bill bulijáról, ahol összefutnak Harryvel, akit az a gondolat kezd elragadni, hogy Jack esetleg azért megy a házába, hogy lefeküdjön Jenniferrel. Jack és Mark egyre jobban berúgnak, és hívatlanul megjelennek Jennifernél, aki azonban nem hajlandó beengedni őket. Ezután az éjszaka hátralévő részét azzal töltik, hogy a ház körül ólálkodnak, és az ablakon keresztül kémkednek a lány után. Eközben Harry berúg és elalszik a kocsijában, ahol rémálma van arról, hogy Jennifer és Jack szexelnek, ami arra készteti, hogy hazarohanjon és szembeszálljon velük. Távollétében Dolly kikezd Billel, aki visszautasítja, de beleegyezik a titoktartásba, és felajánlja, hogy hazaviszi.
Jack és Mark erőszakkal behatolnak Tuckerék házába, miközben Jennifer éppen fürdik, és egy feszült vita után Mark eszméletlenre veri Jacket, majd megpróbálja megerőszakolni Jennifert, aki kirohan a házból. Mark üldözőbe veszi, és végül halálosan elgázolja Harry, akit ittas vezetésért letartóztatnak, éppen amikor Bill és Dolly megérkezik, és értesül a balesetről. Mielőtt hazakísérnék, Jennifer szembesíti a rendőrök által kihallgatott Jacket, és megkérdezi tőle: „mit gondoltál?”, majd otthagyja a szégyenkező és bűntudattól sújtott Jacket.
|  | Itt a vége a cselekmény részletezésének! |

## Szereplők
| Szerep          | Színész                   | Magyar hang        |
| --------------- | ------------------------- | ------------------ |
| Jennifer        | Alicia Silverstone        | Somlai Edina       |
| Jack            | Jeremy London             | Bolba Tamás        |
| Harry Tucker    | J.T. Walsh                | Papp János         |
| Dolly Tucker    | Lee Garlington            | Menszátor Magdolna |
| Mark            | Nicky Katt                | Széles László      |
| Bernice Holsten | Lois Chiles               | Simon Mari         |
| Bill Holsten    | George Segal              | Vass Gábor         |
| Jimmy           | Ryan Slater               | Hamvas Dániel      |
| Bitsy           | Brittany English Stephens | Szalay Gyöngyvér   |
| Pincérnő        | Tuesday Knight            |                    |
| Joe             | Eric Menyuk               |                    |
| Wilma           | Jane Alden                |                    |
| Audrey          | Noel Evangelisti          |                    |

## Fogadtatása
A Bébiszitter negatív kritikákat kapott. A Rottent Tomatoes-on 7 kritikus véleménye alapján 29%-os az értékelése. Leonard Maltin két csillagot adott a filmnek.

## Fordítás
Ez a szócikk részben vagy egészben  a   The Babysitter (1995 film) című angol Wikipédia-szócikk ezen változatának fordításán alapul.  Az eredeti cikk szerkesztőit annak laptörténete sorolja fel. Ez a jelzés csupán a megfogalmazás eredetét és a szerzői jogokat jelzi, nem szolgál a cikkben szereplő információk forrásmegjelöléseként.